# Neospartoneae
Neospartoneae (Richard Glenn Olmstead & Nataly O'Leary, 2010) è una tribù di piante spermatofite, dicotiledoni appartenenti alla famiglia Verbenaceae.

## Etimologia
Il nome della tribù deriva dal suo genere tipo Neosparton Griseb., 1874 ed è stato definito scientificamente dai botanici contemporanei Richard Glenn Olmstead e Nataly O'Leary nella pubblicazione "American Journal of Botany. Lancaster, PA - 97(10): 1653. 2010" del 2010.

## Descrizione
- Il portamento delle specie di questa tribù è formato da arbusti glabri (anche grandi tipo "Genista"), non aromatici con rami striato-cilindrici (cavi in Diostea) e portamento eretto o prostrato. In Lampaya le corteccie sono spesse.[4][5][6][7]
- Le foglie lungo il caule hanno normalmente una disposizione opposta a 2 a 2, e ogni verticillo fogliare è ruotato di 90° rispetto a quello sottostante. Spesso le foglie sono ridotte simili a scaglie o assenti, altrimenti hanno delle lamine con forme lanceolate, presto decidue ma con piccioli persistenti. In Lampaya sono embricate.
- Le infiorescenze, terminali (raramente ascellari), sono delle corte spighe oppure hanno delle forme globose. I fiori sono sessili. Nell'infiorescenza sono presenti delle minute o filiformi brattee.
- I fiori, ermafroditi, sono tetraciclici (ossia formati da 4 verticilli: calice– corolla – androceo – gineceo) e pentameri (i verticilli del perianzio hanno più o meno 5 elementi ognuno).

- Formula fiorale. Per la famiglia di queste piante viene indicata la seguente formula fiorale:

X, K (5), [C (2+3), A 2+2 o 2] G (2), (supero), drupa/2 nucule
- Il calice, persistente e gamosepalo, è un tubo terminante con 5 lobi.

- La corolla, gamopetala e più o meno attinomorfa o anche zigomorfa, è imbutiforme o ipocrateriforme. Termina con 5 lobi leggermente espansi all'apice. Il tubo, relativamente lungo, può essere leggermente incurvato. Il colore della corolla è bianco o blu-violetto.

- L'androceo è composto da quattro stami subdidinami fertili e adnati nel mezzo della corolla (sono epipetali). Quelli posteriori sono sporgenti. Talvolta è presente un quinto stame di tipo staminoide. Le antere sono dorsofisse; il tessuto connettivo è dilatato senza appendici. Le teche sono introrse e parallele. La deiscenza è longitudinale. Un disco nettarifero è presente attorno all'ovario. La struttura del polline varia notevolmente da genere a genere; in questa tribù i granuli pollinici sono generalmente tricolpoporati (raramente 4-colpoporati); la forma varia da suboblata (l'asse polare è più corto di quello equatoriale) a prolata (l'asse polare è più lungo di quello equatoriale).

- Il gineceo è formato da un ovario supero monocarpellare (per aborto del secondo adiassale carpello). Il carpello è biloculare per la presenza di un falso setto mediano con 2 ovuli. Gli ovuli, a placentazione assile, sono subanatropi, fissati nella parte superiore del loculo (il falso setto) in modo pendente (ovuli penduli); inoltre hanno un tegumento e sono tenuinucellati (con la nocella, stadio primordiale dell'ovulo, ridotta a poche cellule). Lo stilo è deciduo con uno stigma capitato o subgloboso e papilloso, terminale o obliquo (bilobato in Lampaya).

- I frutti sono delle drupe carnose con 2 semi per pirene che è unico[12] oppure (raramente) sono degli schizocarpi carnosi. Il mericarpo è succoso.

## Riproduzione
- Impollinazione: l'impollinazione avviene tramite insetti (impollinazione entomogama)[13] ma ai tropici anche tramite uccelli quali colibrì (impollinazione ornitogama).
- Riproduzione: la fecondazione avviene fondamentalmente tramite l'impollinazione dei fiori (vedi sopra).
- Dispersione: i semi cadendo (dopo aver eventualmente percorso alcuni metri a causa del vento - dispersione anemocora) a terra sono dispersi soprattutto da insetti tipo formiche (disseminazione mirmecoria). Sono possibili anche dispersioni tramite animali (disseminazione zoocora) in quanto alcuni frutti sono appetibili (succosi).[4]

## Distribuzione e habitat
La distribuzione delle specie di questo gruppo è relativa soprattutto all'America Meridionale con habitat secco-temperati. Tutte le specie sono endemiche di questa area.

## Tassonomia
La famiglia di appartenenza (Verbenaceae), comprendente 34 generi con oltre 1200 specie (secondo altri Autori 36 generi e 1035 specie), è suddivisa in 8 tribù. La distribuzione è praticamente cosmopolita con un habitat che varia da quello tropicale a quello temperato. L'appartenenza della famiglia all'ordine delle Lamiales è consolidata a parte alcune differenze morfologiche quali l'infiorescenza non verticillata (comune nelle altre famiglie dell'ordine) e la posizione dello stilo (terminale e non ginobasico).

### Filogenesi
La struttura interna della tribù non è ancora ben definita e il genere Lampaya potrebbe essere parafiletico.
Le sinapomorfie per questa tribù sono:
- i fiori sessili;
- le ovaie unicarpellate.

All'interno della famiglia, da un punto di vista filogenetico, la tribù Neospartoneae risulta "gruppo fratello" del "core" (nucleo) della famiglia formato dalle tribù Lantaneae e Verbeneae.

### Composizione della tribù
La tribù si compone di 3 generi e 7 specie:
| Genere                          | Specie                                             | Distribuzione                                    |
| ------------------------------- | -------------------------------------------------- | ------------------------------------------------ |
| Diostea Miers., 1869            | Una specie: Diostea juncea (Gilles ex Hook.) Miers | Argentina e Cile                                 |
| Lampaya Phill. ex Murillo, 1891 | 2                                                  | Altopiani secchi della Bolivia, Cile e Argentina |
| Neosparton Griseb., 1874        | 4                                                  | Regioni temperate dell'Argentina                 |

Note: i generi di questa tribù normalmente venivano descritti all'interno della tribù Lantaneae Endl..